# Jan Hammer
Jan Hammer (Praag, 17 april 1948) is een Tsjechisch-Amerikaanse muzikant en componist. Jan Hammer is vooral bekend van enkele hits die hij scoorde met de soundtrack van de in de jaren 80 populaire televisieserie Miami Vice.

## Biografie
Jan Hammer werd geboren in Praag. Zijn moeder was een bekende Tsjechische zangeres, zijn vader een arts. Al van kinds af aan stond het leven van Jan Hammer in het teken van muziek en na zijn middelbare school ging hij studeren aan de prestigieuze Academie voor Muzikale Kunsten Praag.
Na de inval van de Sovjet-Unie in 1968 vertrok Jan Hammer op verzoek van zijn ouders naar de Verenigde Staten, waar hij een beurs kreeg voor het Berklee College of Music in Boston. Nadat hij hier afgestudeerd was, vertrok Jan Hammer naar New York waar hij zich aansloot bij het Mahavishnu Orchestra. In de twee jaar dat hij deel uitmaakte van die band (tussen 1971 en 1973) verkochten ze ruim twee miljoen platen.
Jan Hammer startte hierop zijn eigen opnamestudio (the Red Gate Studio) in New York. Zijn grootste commerciële succes behaalde Jan Hammer halverwege de jaren 80 toen hij gevraagd werd de muziek te verzorgen van de televisieserie Miami Vice. In 1985 werd de titelsong Miami Vice Theme al een nummer 1-hit in onder meer de Verenigde Staten. In 1987 scoorde hij in zes Europese landen, waaronder Nederland, een nummer 1-hit met het nummer "Crockett's Theme", ook afkomstig van Miami Vice. Jan Hammer kreeg twee Grammy Awards voor zijn muziek.
In 1987 stond Jan Hammer op het podium samen met grootheden als gitarist Eddie Van Halen en bassist Tony Levin. Dit was op het Les Paul Tribute concert waar hij mee deed aan een cover van het nummer "Hot for Teacher" van Van Halen.
In 2006 kwam de film Miami Vice uit, met o.a. de acteurs Colin Farrell en Jamie Foxx. Voor de film is "Crockett's Theme" in een nieuw jasje gestoken en is het inmiddels uitgebracht op single onder de naam Jan Hammer Project met medewerking van TQ, een Amerikaans R&B-zanger. Voor de soundtrack van de film heeft Jan deze keer geen medewerking verleend.

## Discografie

### Albums
| Album met eventuele hitnotering(en) in de Nederlandse Album Top 100 | Datum van verschijnen | Datum van binnenkomst | Hoogste positie | Aantal weken | Opmerkingen |
| ------------------------------------------------------------------- | --------------------- | --------------------- | --------------- | ------------ | ----------- |
| Escape from television                                              | 1987                  | 03-10-1987            | 28              | 7            |             |

### Singles
| Single met eventuele hitnotering(en) in de Nederlandse Top 40 | Datum van verschijnen | Datum van binnenkomst | Hoogste positie | Aantal weken | Opmerkingen                                               |
| ------------------------------------------------------------- | --------------------- | --------------------- | --------------- | ------------ | --------------------------------------------------------- |
| 'Miami Vice' theme                                            | 1985                  | 18-01-1986            | 23              | 6            | Nr. 22 Nationale Hitparade / TROS Paradeplaat Hilversum 3 |
| Crockett's theme                                              | 1986                  | 11-04-1987            | 1(4wk)          | 14           | Nr. 1 Nationale Hitparade / Veronica Alarmschijf Radio 3  |

### NPO Radio 2 Top 2000
| Nummer met noteringen in de NPO Radio 2 Top 2000 | '00  | '01  |
| ------------------------------------------------ | ---- | ---- |
| Crockett's Theme                                 | 1823 | 1898 |

1. ↑  Een vetgedrukt getal geeft de hoogste notering aan.
2. ↑  2000 was het eerste jaar met een notering voor dit nummer.
3. ↑  Deze tabel is bijgewerkt tot en met de laatste editie (2024).

## Filmografie
| Jaar | Titel                       | Opmerkingen |
| ---- | --------------------------- | ----------- |
| 1968 | Šíleně smutná princezna     |             |
| 1983 | A Night in Heaven           |             |
| 1984 | Gimme an 'F'                |             |
| 1986 | Secret Admirer              |             |
| 1990 | Dark Angel                  |             |
| 1991 | V záru královské lásky      |             |
| 1991 | The Taking of Beverly Hills |             |
| 1992 | Sunset Heat                 |             |
| 1993 | Beyond the Mind's Eye       |             |
| 1995 | A Modern Affair             |             |
| 1996 | The Secret Agent Club       |             |
| 1997 | The Corporate Ladder        |             |
| 1997 | Jmeno kodu: Rubin           |             |

## Overige producties

### Computerspellen
| Jaar | Titel                         | Opmerkingen |
| ---- | ----------------------------- | ----------- |
| 1991 | Police Quest III: The Kindred |             |

### Televisiefilms
| Jaar | Titel                              | Opmerkingen |
| ---- | ---------------------------------- | ----------- |
| 1968 | Lásko, mej se hezky                |             |
| 1985 | Two Fathers' Justice               |             |
| 1986 | Charley Hannah                     |             |
| 1988 | Blood Money                        |             |
| 1990 | K-9000                             |             |
| 1990 | Curiosity Kills                    |             |
| 1991 | Knight Rider 2000                  |             |
| 1996 | The Babysitter's Seduction         |             |
| 1996 | Beastmaster III: The Eye of Braxus |             |

### Televisieseries
| Jaar | Titel                | Opmerkingen       |
| ---- | -------------------- | ----------------- |
| 1984 | Miami Vice           | 1984-1988         |
| 1988 | Eurocops             | themes, 1988-1994 |
| 1990 | Tales from the Crypt |                   |
| 1990 | Chancer              | 1990-1991         |
| 1995 | Vanishing Son        |                   |
| 1997 | Prince Street        | 1997-2000         |
| 2003 | Red Cap              |                   |

### Documentaires
| Jaar | Titel              | Opmerkingen |
| ---- | ------------------ | ----------- |
| 1989 | The Poet Remembers |             |
| 2006 | Cocaine Cowboys    |             |

## Prijzen en nominaties

### Emmy Awards
| Jaar | Titel      | Categorie                                                                                                 | Uitslag     |
| ---- | ---------- | --- | ----------- |
| 1985 | Miami Vice | Outstanding Music Composition for a Series (Dramatic Underscore) voor aflevering "Evan"                   | Genomineerd |
| 1986 | Miami Vice | Outstanding Achievement in Music Composition for a Series (Dramatic Underscore) voor aflevering "Bushido" | Genomineerd |

### Grammy Awards
| Jaar | Titel      | Categorie                                                                                | Uitslag  |
| ---- | ---------- | ---------------------------------------------------------------------------------------- | -------- |
| 1986 | Miami Vice | Best Instrumental Composition voor "Miami Vice Theme"                                    | Gewonnen |
| 1986 | Miami Vice | Best Pop Instrumental Performance, (Orchestra, Group or Soloist) voor "Miami Vice Theme" | Gewonnen |